# Hannibal Hamlin
Hannibal Hamlin (ur. 27 sierpnia 1809 w Paris w stanie Maine, zm. 4 lipca 1891 w Bangor w stanie Maine) – amerykański polityk z Maine, były demokrata, który przeszedł do Partii Republikańskiej.
- Gubernator Maine (1857)
- Wiceprezydent USA (1861-1865), obok Abrahama Lincolna, pierwszy republikański wiceprezydent
- Senator z Maine (1869-1881)
- Ambasador w Hiszpanii (1881-1882)

Zaliczał się miejscami do radykalnego skrzydła partii (obok m.in. Benjamina Wade)

## Hannibal Hamlin w fikcji
W jednym z opowiadań specjalizującego się w historiach alternatywnych Harry’ego Turtledove’a Hamlin został, po śmierci Lincolna, prezydentem, realizując właśnie radykalny względem Południa program.